# Będzin

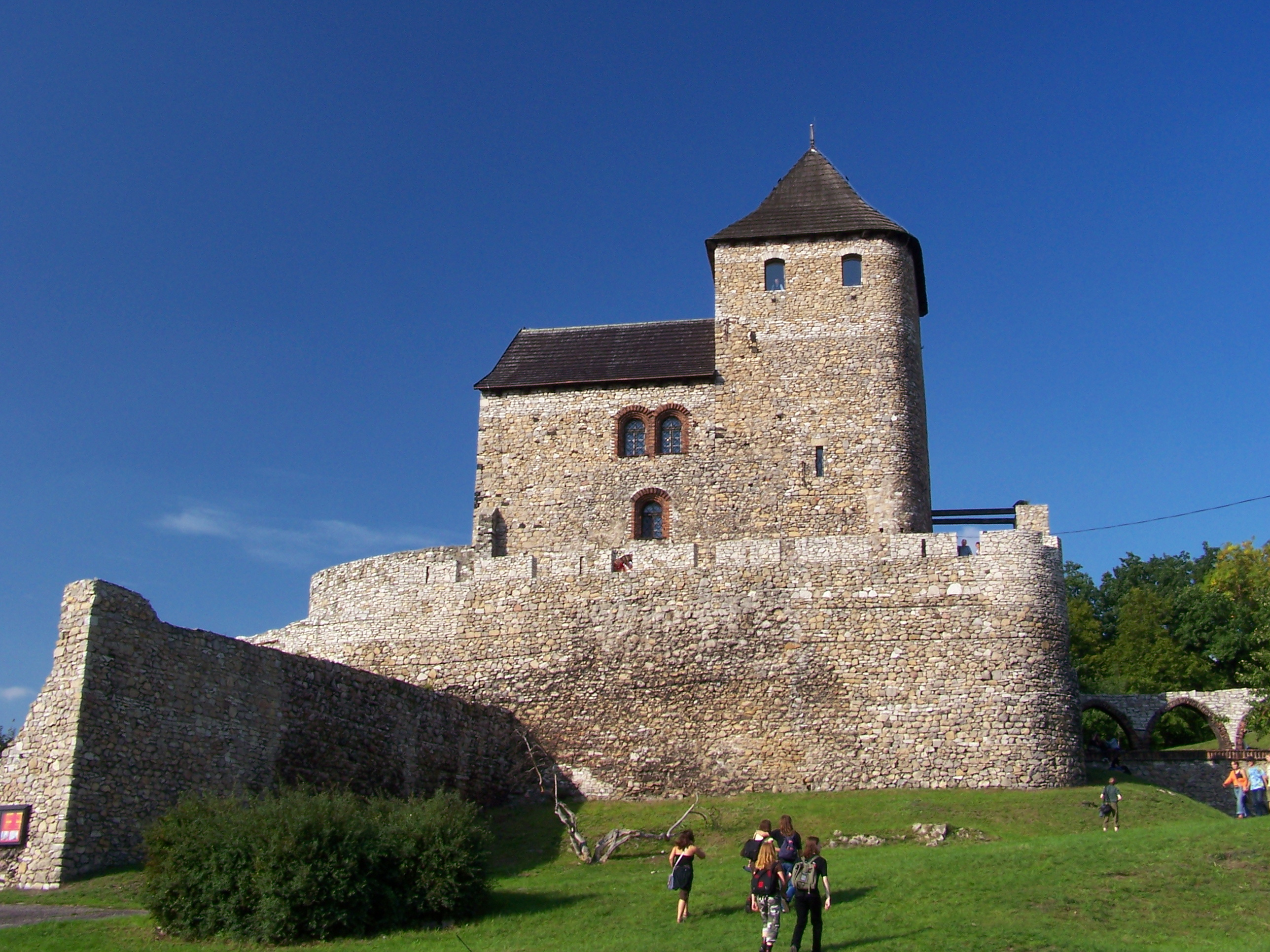
Będzin

Będzin este un oraș în Polonia.